# La Fiancée syrienne
Pour plus de détails, voir Fiche technique et Distribution.
La Fiancée syrienne (הכלה הסורית) est un film franco-germano-israélien du réalisateur israélien Eran Riklis, interprété par Hiam Abbass et sorti en 2004.

## Synopsis
Le film se déroule sur une journée de juin 2000, celle de l'accession au pouvoir du président syrien Bachar el-Assad, mais surtout celle du mariage d'une jeune femme de la communauté druze du Golan (territoire syrien annexé par Israël) qui doit dire adieu aux siens parce qu'elle part épouser un Syrien de Damas. La Syrie et Israël étant en conflit, elle ne pourra plus traverser la frontière une fois passée la zone tampon contrôlée par les soldats de l'ONU. 
Le mariage est célébré, sans le marié, dans le cadre familial avec les frères et sœurs réunis pour l'occasion, puis la noce se dirige vers le poste frontière, où elle est rejointe par l'officier d'état civil israélien dépêché pour l'occasion qui régularise la situation en retirant les papiers d'identité de la mariée. Pour la collaboratrice du Comité international de la Croix-Rouge commencent alors les allées et venues avec le poste frontière syrien et les tracasseries administratives, et pour tout le monde, l'attente.

## Fiche technique
- Titre original : הכלה הסורית, Ha-Kala Ha-Surit
- Titre français : La Fiancée syrienne
- Titre international : The Syrian Bride
- Réalisation : Eran Riklis
- Scénario : Eran Riklis et Suha Arraf
- Production : Eran Riklis pour Eran Riklis Productions  ; Bettina Brokemper pour Neue Impuls Film ; Antoine de Clermont-Tonnerre pour MACT Productions  ; Michael Eckelt
- Musique : Cyril Morin
- Photographie : Michael Wiesweg
- Pays d'origine :  Israël,  France,  Allemagne
- Format : couleur - 1,66:1 - Dolby - 35 mm
- Langues : hébreu, arabe, anglais, français, russe
- Durée : 97 minutes (1 h 37)
- Dates de sortie :
  -  Suisse : 11 août 2004, première au festival international du film de Locarno
  -  Israël : 2 décembre 2004
  -  France : 9 mars 2005
  -  Allemagne : 17 mars 2005

## Distribution
- Hiam Abbass : Amal, la sœur aînée de la mariée
- Makram (J.) Khoury : Hammed
- Clara Khoury : Mona, la mariée
- Ashraf Barhom (Barhoum) : Marwan
- Eyad Sheety : Hattem
- Evelyn (Evelyne) Kaplun : Evelyna
- Julie-Anne Roth : Jeanne, volontaire de la Croix-Rouge
- Adnan Tarabshi (Trabshi) : Amin
- Marlene Bajali (Bajjali) : la mère de famille
- Tarik Kopty : Oncle 1
- Uri Gavriel (Gabriel) : Simon
- Alon Dahan : Arik
- Robert Henig (Hoenig) : Joseph
- Jamil Khoury : Soldat
- Imad Jabarin (Jabrin) : George

## Distinctions

### Récompenses
- Festival international du film de Locarno 2004 :  Prix du public
- Festival des films du monde de Montréal 2004 :
  - Grand prix des Amériques
  - Prix du public
  - Prix de la Critique internationale
  - Prix du jury œcuménique
- Festival international du film de Flandre-Gand 2004 : Prix du public
- Festival international de la musique de film Musique et Cinéma d'Auxerre 2004 : Grand Prix (Cyril Morin)
- Festival du film de Bastia 2004 :
  - Meilleure actrice (Hiam Abbass)
  - Meilleur scénario
  - Prix spécial du Jury